# 우석 (가수)
우석(본명: 정우석, 1998년 1월 31일 ~ )는 대한민국의 래퍼로 보이 그룹 펜타곤의 메인래퍼를 맡고 있다.

## 학력
- 양지초등학교(졸업)
- 지산중학교(졸업)
- 서울공연예술고등학교 무대미술과(졸업)

## 음반 목록

### 랩, 작사, 작곡 및 프로듀싱
- 청개구리 (2018)
- 빛나리 (2018)
- Like Paradise (2018)
- 머물러줘 (2017)
- RUNAWAY (2017)
- 설렘이라는 건 (2017)
- Like This (2017)
- 고마워 (2017)
- You Are (2016)
- Organic Song (2016)
- 젊어 (Prod. Dok2) (2016)
- 그해 그달 그날  (2020)

## 출연 작품

### 예능
- tvN 《냐옹은 페이크다》 (2020년) - 고정
- SBS F!L 《아이돌 사생대회》 (2022년)